# プロゾロフ公国
プロゾロフ公国（ロシア語: Прозоровское княжество）はプロゾロフ（現ヤロスラヴリ州プロゾロヴォ）を首都としたルーシの分領公国である。公国は1408年から1460年にかけて存在した。
プロゾロフ公国はモロガ公国から分離してできた公国であり、それはシチ公国の分離と同年である。初代プロゾロフ公はモロガ公フョードルの子イヴァンであるが、イヴァンは史料上には、その系譜と2人の子の名が記されているのみである。イヴァンの2人の子、ユーリーとフョードルに関しても、系譜が記されるのみであり、この2人はプロゾロフ公国を継承したと推測されている。彼ら3人の後、プロゾロフ公は独立性を放棄し、勤務公としてモスクワ大公国に仕えるようになった。ただし、子孫のプロゾロフスキー家(ru)は貴族の家系として、帝政ロシア期の19世紀末まで家名を存続させている。